# Анджелис, Джакомо де
Джакомо де Анджелис (итал. Giacomo de Angelis; 13 октября 1610, Пиза, Великое герцогство Тосканское — 15 сентября 1695, Барга, Великое герцогство Тосканское) — итальянский кардинал и доктор обоих прав. Архиепископ Урбино с 20 сентября 1660 по 27 февраля 1667. Наместник Римской епархии с 27 февраля 1667 по 2 сентября 1686. Кардинал-священник со 2 сентября 1686, с титулом церкви Санта-Мария-ин-Арачели с 30 сентября 1686 по 15 сентября 1695.